# Виноград (Новосибірська область)
Виноград (рос. Виноград) — селище у Черепановському районі Новосибірської області Російської Федерації.
Входить до складу муніципального утворення Шуригінська сільрада. Населення становить 242 особи (2010).

## Історія
Згідно із законом від 2 червня 2004 року органом місцевого самоврядування є Шуригінська сільрада.

## Населення
| 2002 | 2007 | 2010 |
| ---- | ---- | ---- |
| 268  | ↘266 | ↘242 |